# Gulaganjikoppa, Gokak
Gulaganjikoppa là một làng thuộc tehsil Gokak, huyện Belgaum, bang Karnataka, Ấn Độ.